# Simone Giertz
Simone Louise Söderlund Giertz (wymowa nazwiska: ˈjɛtʃ lub szwedzka: ˈjæʈːʂ; ur. 1 listopada 1990 w Sztokholmie) – szwedzka wynalazczyni, twórczyni, entuzjastka robotyki, prezenterka telewizyjna i zawodowa youtuberka. Pracowała również jako komentatorka sportowa do mieszanych sztuk walki i była redaktorką oficjalnej witryny internetowej Szwecji, Sweden.se.
Według stanu na sierpień 2024 ma ponad 2,7 mln subskrybentów na YouTube i prawie 186 milionów wyświetleń.

## Życiorys

### Młodość
Jak sama twierdzi, jeszcze jako dziecko, zawsze lubiła majsterkować, rozkładać i budować różne rzeczy. Jedną z dziecięcych inspiracji była dla niej disneyowska postać Diodaka (wynalazcy i konstruktora).
W wieku 16 lat Giertz spędziła rok w Chinach w ramach programu wymiany studenckiej. Mieszkała wówczas w Hefei, gdzie nauczyła się podstaw języka mandaryńskiego. Podczas swojego pobytu w Chinach wystąpiła również w chińskim sitcomie o nazwie Huan Xi Long Xia Dang (Happy Lobster Restaurant), gdzie zagrała Catherine, amerykańską dziewczynę, która poślubiła Chińczyka.
Studiowała fizykę na Królewskim Instytucie Technologicznym (Kungliga Tekniska Högskolan) w Sztokholmie w Szwecji, ale po roku zrezygnowała. Studiowała również w szwedzkiej szkole biznesu elektronicznego Hyper Island.

### Kariera i projekty
Po studiach zaczęła tworzyć „bezużyteczne” wynalazki, do czego zainspirowała ją lokalna społeczność sprzętu open-source. Giertz rozpoczęła karierę konstruktorki nietypowych robotów w 2013 roku. Do pilotażowego odcinka programu o elektronice dla dzieci zrobiła kask z mechanicznie poruszaną szczoteczką do zębów. Program się nie przyjął, więc przesłała swoje dzieło na YouTube.
Giertz przyjęła tytuł „królowej gównianych robotów”, który nadał jej jeden z użytkowników Reddita. Prowadzi kanał na YouTube, na którym, wykorzystując tzw. śmiertelnie poważny humor, demonstruje mechaniczne roboty i inne dzieła własnego autorstwa. Początkowo były to głównie roboty, które automatyzują codzienne zadania i mimo iż działają z czysto mechanicznego punktu widzenia, często nie mają praktycznego zastosowania i dają głównie efekt komiczny. Twory Giertz to m.in.: budzik, który bije użytkownika po głowie; nakładacz szminki; mechaniczna ręka myjąca włosy. Budując swoje roboty, Giertz nie dąży do stworzenia czegoś użytecznego, zamiast tego celowo wymyśla nadmiernie skomplikowane rozwiązania błahych problemów. Giertz zaprezentowała parę swoich robotów w programie The Late Show ze Stephenem Colbertem.
W 2016 roku Giertz dołączyła do zespołu Tested.com, gdzie we współpracy z Adamem Savage stworzyła kask do karmienia popcornem. W 2017 roku prowadziła komediowy program telewizyjny Manick z komikiem Nisse Hallbergiem w szwedzkiej TV6. Podstawowym założeniem show było wymyślanie przez gospodarzy zabawnych, kreatywnych rozwiązań codziennych problemów.
W kwietniu 2018 stworzyła robota mającego promować drugi sezon serialu HBO Westworld. Mniej więcej w tym samym czasie Giertz porzuciła koncepcję „gównianych robotów”, wyjaśniając później, że ten żart już się wypalił i nie będzie już się tym zajmować.
W 2018 roku Simone Giertz wystąpiła na konferencji TED z prezentacją „Dlaczego powinieneś robić bezużyteczne rzeczy”. Zachęcała do zadawania pytań poprzez tworzenie, ilustrując prezentację zdjęciami swoich własnych projektów i robotów.
W czerwcu 2019 Giertz zaprezentowała Trucklę, czyli Teslę Model 3 przekształconą przez nią i paru innych twórców w Pick-upa. Tym razem projekt miał mieć praktyczne zastosowanie, gdyż Simone chciała po prostu mieć elektrycznego pick-upa i to konkretnie Tesli, ale Tesla nie miała wówczas takiego modelu. Pół godzinny film opisujący proces twórczy oraz proces tworzenia niby-reklamy Truckli ma ponad 13 milionów wyświetleń wg stanu na maj 2022 i odbił się szerokim echem w mediach. Simone została później zaproszona na oficjalną prezentację ciężarówki Tesli, Cybertruck.
W sierpniu 2019 Giertz została zaproszona do Nowej Zelandii, aby pracować nad kostiumem razem z dużym studiem efektów specjalnych Wētā Workshop. Simone postanowiła, że chce by był to kostium ustonogi w stroju biznesmena.
W czerwcu 2020 Giertz podkładała głos do robota o imieniu CGO w serialu animowanym Adventure Time: Distant Lands.
W 2022 założyła firmę projektową Yetch i 3 maja ogłosiła otwarcie powiązanego sklepu internetowego.

### Życie prywatne
Giertz mieszkała na łodzi mieszkalnej w Szwecji od 2012 do 2016 roku. W 2016 przeprowadziła się do San Francisco. Na swoim kanale w 2020 roku ogłosiła, że mieszka teraz w Los Angeles.
Nazwisko rodowe Giertzów jest pochodzenia dolnoniemieckiego. Jest córką producenta telewizyjnego Nicola Söderlunda oraz powieściopisarki i prezenterki telewizyjnej Caroline Giertz, którą Giertz opisuje jako „pogromcę duchów” ze względu na pracę matki w paranormalnym reality show Det Okända. Giertz jest odległym potomkiem Larsa Magnusa Ericssona, założyciela Ericssona.
30 kwietnia 2018 Giertz ogłosiła na YouTube, że zdiagnozowano u niej niezłośliwego guza mózgu. 30 maja 2018 miała operację usunięcia oponiaka stopnia I, ale nadal zamieszczała humorystyczne i optymistyczne relacje o swoich postępach pooperacyjnych, w tym zdjęcia jej „potencjalnej blizny superzłoczyńcy” oraz publiczną wiadomość wideo na jej koncie Patreon. 18 stycznia 2019 Giertz poinformowała, że jej guz powrócił. Po serii zabiegów napromieniania Giertz wróciła do publikowania filmów w maju 2019. Opowiedziała wówczas o swoich doświadczeniach i przedstawiła nowy projekt, w ramach którego przekształciła swoją maskę do napromieniowań głowy w dzieło sztuki.